# Die Liebe vom Zigeuner stammt
Die Liebe vom Zigeuner stammt ist ein US-amerikanisches Stummfilmdrama aus dem Jahr 1927 von Raoul Walsh mit Dolores del Río und Don Alvarado in den Hauptrollen. Der Film wurde von der Fox Film Corporation produziert und basiert auf der Novelle Carmen von Prosper Mérimée. Die Novelle wurde mehrfach verfilmt, Regisseur Walsh selber hatte sie schon einmal 1915 inszeniert.

## Handlung
Die Zigeunerin Carmen arbeitet in einer spanischen Zigarrenfabrik. Sie wird von dem Stierkämpfer Escamillo begehrt, verliebt sich aber in den Soldaten José, der ihr bei einer Flucht aus dem Gefängnis hilft und ihr ins Zigeunerlager folgt. 
Carmen ist nach einiger Zeit Josés Liebe überdrüssig und wendet ihre Aufmerksamkeit Escamillo zu. Der vor Eifersucht wahnsinnige José tötet Carmen bei einem Stierkampf, gerade als Escamillo als Sieger verkündet wird.

## Hintergrund
Gedreht wurde der Film im Laurel Canyon.
Der gesamte Film war ursprünglich lavendelfarben getönt.
Jack A. Marta arbeitete als Kameraassistent.

## Veröffentlichung
Die Premiere des Films fand am 4. September 1927 statt. 1928 kam er im Deutschen Reich in die Kinos.

## Kritiken
Robert E. Sherwood schrieb im Magazin Life, der Film sei anstrengend und könne sich für diejenigen, die an eine pflanzliche Ernährung gewöhnt sind, als etwas zu roh erweisen. Aber er sei außergewöhnlich gut inszeniert, gut gespielt, gut konstruiert und sehr sehenswert.